# Paratetracnemoidea breviventris
Paratetracnemoidea breviventris är en stekelart som beskrevs av Girault 1915. Paratetracnemoidea breviventris ingår i släktet Paratetracnemoidea och familjen sköldlussteklar. Inga underarter finns listade i Catalogue of Life.